# La vita non uccide
La vita non uccide è il secondo EP della cantautrice italiana Lil Jolie, pubblicato il 17 maggio 2024 dall'etichetta BMG Rights Management.

## Descrizione
Il progetto discografico si compone di sei brani scritti dalla stessa Lil Jolie con la collaborazione di autori e produttori, tra cui Brail, Dario Pruneddu, Emyk, Enrico Dadone, in arte Cali Low, Golden Years, Luca Narducci, Nicolas Biasin, Simone Capurro, in arte Starchild, Daniele Razzicchia, in arte Winnideputa, e Stefano Tognini, in arte Zef.

## Tracce
1. La vita non uccide – 3:11 (testo: Angela Ciancio – musica: Angela Ciancio, Dario Pruneddu, Iacopo Sinigallia)
2. Kiss Me – 2:59 (testo: Angela Ciancio, Francesca Calearo – musica: Angela Ciancio, Francesca Calearo, Luca Narducci, Nicolas Biasin)
3. Attimo – 3:07 (Angela Ciancio, Enrico Dadone, Stefano Bruno, Valentina Sanseverino)
4. Follia – 2:32 (Angela Ciancio, Federico De Nicola, Marco Maiole, Matteo Domenichelli)
5. Non è la fine – 2:46 (Angela Ciancio, Daniele Razzicchia)
6. Per Elisa – 2:01 (Carla Bissi, Giusto Pio, Franco Battiato)